# Hoheitszeichen Libyens
Ein einheitliches Hoheitszeichen für Libyen existiert zurzeit nicht. Die staatlichen Organe verwenden jeweils eigene Embleme.

## Geschichte
Das Wappen der Großen Sozialistischen Libysch-Arabischen Volks-Dschamahirija wurde 1977, mit dem Austritt aus der Föderation Arabischer Republiken, angenommen. Es zeigte anstelle des zuvor verwendeten Adler Saladins den Koreischiten-Falken – im Gegensatz zum ägyptischen oder syrischen Wappenfalken blickte der libysche Falke fortan jedoch in die entgegengesetzte Richtung. Das Grün des Schildes symbolisierte wie die Flagge Libyens den Islam und das „Grüne Buch“ Gaddafis mit den Grundsätzen der libyschen Revolution. Der Text auf dem goldenen Band bedeutete „Sozialistische Libysch-Arabische Volks-Dschamahirija“.
Das Siegel des Nationalen Übergangsrates fungierte von April 2011 bis zu dessen Auflösung im August 2012 als Hoheitszeichen Libyens. Es zeigte einen Halbmond und einen Stern in den Farben der Flagge Libyens (rot, schwarz und grün) sowie am Rand die arabischen und englischen Inschriften المجلس الوطني الانتقالي / al-maǧlis al-waṭanī al-intiqālī / ‚nationaler Übergangsrat‘, Transitional National Council sowie ليبيا / Lībiyā / ‚Libyen‘ und Libya.

## Aktuelle Hoheitszeichen

Siegel der in Tripolis herrschenden Regierung der nationalen Einheit
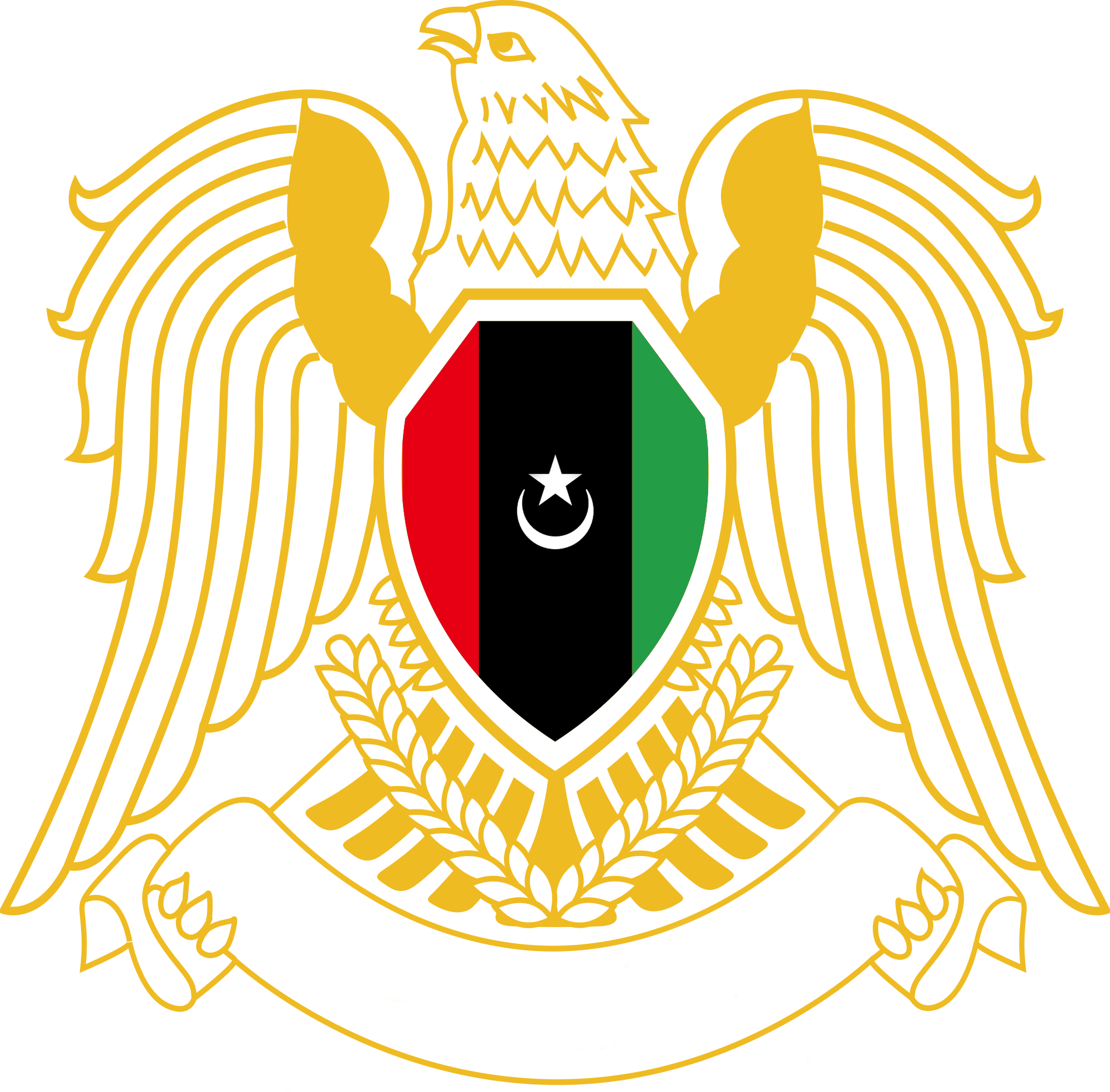
Wappen, wie es die Gegenregierung in Tobruk bzw. deren Armeechef Chalifa Haftar verwendet

## Historische Hoheitszeichen

Osmanisches Tripolitanien
Italienisch-Libyen 1940–1943
Königreich Libyen 1951–1969
Libysch-Arabische Republik 1970–1972
Libyen in der Föderation Arabischer Republiken 1972–1977
Libysch-Arabische Volks-Dschamahirija 1977–2011
Frühe Version des Siegels des Nationalen Übergangsrates, März bis April 2011
Siegels des Nationalen Übergangsrates, April 2011 bis August 2012
Halbmond auf 2013 ausgestellten Reisepässen Libyens